# ウェザーロイドの時間
『ウェザーロイドの時間』（ウェザーロイドのじかん）は、ウェザーニューズが2018年4月16日から、ウェザーニューズの24時間動画生放送「ウェザーニュースLiVE」で放送している生放送の視聴者参加型の気象情報番組である。

## 概要
『ウェザーニュースLiVE』とその前身番組『SOLiVE24』を通して初となるWEATHEROID Type A Airi（以下ウェザーロイド）の冠番組。
SOLiVE24時代には毎週木曜日のSOLiVE ナイト（メインMC・2014年4月10日 - 2017年10月26日）→SOLiVE ムーン（コーナーMC・2017年11月2日 - 2018年4月12日）や早朝・深夜のミニコーナーに出演していた。2018年4月16日のウェザーニュースLiVEへのリニューアルで新たに定時番組が開始された。
木曜日は「フル充電モード」と称した生出演、その他の曜日は「省エネモード」と称した自動音声（スタッフの入力）での放送だったが、2019年7月8日のウェザーニュースLiVEの改編で「省エネモード」の放送が終了。木曜日の「フル充電モード」の放送は放送時間が22時～23時に変更され継続となった。
リニューアルに伴い、使用スタジオがCスタジオ（ソラスタ）から、リニューアルされた予報センター内スタジオに移動、ウェザーニューズ所属の気象予報士の気象解説コーナーが開始された。
不定期でV-Tuberとの交流の目的で独自放送がある。ウェザーロイド Airi YouTubeチャンネルと交流相手の方のチャンネルと半々で放送される。
ウェザーニュースが独自に定めている災害レベル「Mスケール」がM2・M3の場合は原則として放送が休止される。
放送中に緊急地震速報が発表された場合は「フル充電モード」の時はマネージャーの山岸・「省エネモード」の時は予報センターの気象予報士が読み上げを行い、放送を一時的に中断するか、M2・M3に切り替わった場合は放送を打ち切って地震特番に移行する。

## 視聴方法
ウェザーニュースLiVEを配信している各媒体で視聴できる。
上記に加えて、本番組のみ以下の媒体でも配信されている。
ウェザーロイド Airi YouTubeチャンネル
- 2018年5月17日のYouTubeチャンネル開設日よりライブ配信を開始。
- ウェザーロイドAiriチャンネルでのライブ配信中もウェザーニュースチャンネルでのライブ配信は行われているため、両チャンネルで同時にライブ配信されている。
- ライブ配信終了後にはアーカイブを公開している他、ダイジェスト動画もアップロードされている。
- 台風等でウェザーニュースLiVEムーンが延長した際、ウェザーロイドAiriチャンネルのみでの配信する場合がある[18]。
- このチャンネルのみスーパーチャット機能を使用できる。収益のうち、YouTubeへの手数料を差し引いた全額が、義援金として日本赤十字社へ寄付される[17][19]。

グノシーライブ
- グノシーアプリのライブページにて、木曜日のみライブ配信。
- 2018年12月13日、12月14日のふたご座流星群特別番組のライブ配信を実施[20]。
- 2019年1月31日より毎週木曜日のライブ配信を開始[21][22]。

## 出演者
- MC - WEATHEROID Type A Airi
- マネージャー - 山岸愛梨
- 準レギュラー
  - 白井ゆかり[注釈 7]
  - 松雪彩花
  - Pちゃん[注釈 8]
  - お天気大好きゲラおじさん
- 予報センター担当
  - 宇野沢達也
  - 芳野達郎
  - 山口剛央
  - 内藤邦裕
  - 本田竜也
  - 喜田勝

## コーナー
- 最新気象解説
- ウェザロアート
  - Twitterに投稿されたウェザーロイドのイラストを紹介する。
- ウェザーロイドうらない[17]
  - 木曜日のフル充電モードで実施する。
  - 蟹座はどの順位であっても最下位になる。生放送では「○位(本来の順位)の最下位の蟹座」と言われる。
  - ウェザーロイド Airi YouTubeチャンネルでは単独で新録の動画が投稿されている。放送が出来なかった回も投稿される。
  - うらないの対象時期は翌週月曜からの1週間である。

### 過去のコーナー
- ウェザロミュージカル
  - ウェザーロイドが民謡・童謡を歌う。
- 今日の読み物
  - 気象通報・民話などをウェザーロイドが朗読する。
- アートでことわざ
- ウェザーロイド天気
- うえざ書店
- ウェザロでドン
- お天気雑学
- おやすみのひとこと
- おやすみチャレンジ
- 元気が出る言葉
- 水曜どっちでしょう
- 絶景リポート

## ゲスト
○はウェザーニュースLiVEの本編で放送、●はYouTubeチャンネルの独自放送。
| 放送日         | ゲスト                                          | 特記事項 |
| -------------- | ----------------------------------------------- | -------- |
| 2018年7月19日  | ときのそら                                      | ●        |
| 2018年9月20日  | 月ノ美兎                                        | ●        |
| 2018年12月20日 | かしこまり                                      | ●        |
| 2019年10月10日 | からあげクン・とりまさむね                      | ○        |
| 2019年11月14日 | スマパスちゃん                                  | ○        |
| 2020年6月29日  | 根羽清ココロ                                    | ●        |
| 2020年10月9日  | ときのそら                                      | ●        |
| 2020年10月16日 | えーちゃん                                      | ●        |
| 2021年7月1日   | 大蔦エル 蕗之葉みもざ 草羽エル 百瀬ヒバナ       | ○        |
| 2021年12月2日  | インサイドちゃん Mark1 双葉梓 津軽ねぷこ        | ○        |
| 2021年12月16日 | なつめれんげ                                    | ○        |
| 2022年1月29日  | 影野ゾウ 九条林檎 マオ・シルフィーユ            | ○        |
| 2022年12月15日 | なつめれんげ loveちゃん 仔犬丸たねこ 彩華すゞり | ○        |
| 2023年3月2日   | 根羽清ココロ                                    | ○        |